# 香港-鬱躁的家邦
『香港，鬱躁的家邦：本土觀點的香港源流史』は左岸文化が編集し、2017年に香港で出版された政治理論書。 公民国族主義（公民民族主義または、自由民族主義）を支える社会的基盤を構築しようとするものである。本書では、香港主権移行後に現れた変化は新植民地主義の一形態であり、香港人は法の支配と人権の後退に巻き込まれたと論じている。著者の徐承恩氏は、香港がかつて「海洋民族」であったことを提唱し、独自の見解を展開している「私のアプローチは素朴なもので、正式な歴史書ではなく、政治社会学的な分析に近いかもしれません」。

## 評価
林運鴻は台湾の読者の角度からすると、『香港──躁鬱な都市国家』の知的成熟度の高さに、感動を覚えることでしょう。 1970年代後半、台湾の党国体制による権威主義体制の下で展開された平易な台湾本土論に比べ、近年、香港で急速に展開されている香港本土派や香港民族主義のビジョンは、明らかに洗練され、成熟している。
全國港澳研究會理事の田飛龍は、この本を「香港本土主義に関する代表的な著作のひとつ」としている。
呉叡人は本書の完成により「香港民族主義の思想的分野における重要なギャップを埋めることができた」と考えている。何明修はこの本が「香港民族主義意識の芽生えを意味する」と考えています。